# Ischnocnema erythromera
Ischnocnema erythromera é uma espécie de anfíbio  da família Brachycephalidae. É endémica do Brasil, onde pode ser encontrada apenas no município de Teresópolis, no estado do Rio de Janeiro.
Os seus habitats naturais são: florestas subtropicais ou tropicais húmidas de baixa altitude e regiões subtropicais ou tropicais húmidas de alta altitude. Está ameaçada por perda de habitat.